# Santi Pietro e Paolo in Via Sacra
Santi Pietro e Paolo in Via Sacra, även benämnd Santi Apostoli Pietro e Paolo, var en kyrkobyggnad i Rom, helgad åt de heliga apostlarna Petrus och Paulus. Kyrkan var belägen vid Via Sacra på Forum Romanum. 

## Kyrkans historia
Kyrkan uppfördes omkring år 760, under påve Paulus I:s pontifikat (757–767), i västra delen av Venus och Romas tempel. Enligt legenden i Petrusakternas trettioandra kapitel skall detta ha vara på den plats där trollkarlen Simon Magus skulle ha försökt att levitera och flyga i närvaro av Petrus. Petrus gick ner på knä och bad till Gud att Simon inte skulle kunna flyga. Petrus knän skall enligt traditionen ha gjort avtryck i två kiselstenar, vilka bevarades som reliker i kyrkan. Simon Magus föll ner på marken och bröt sina ben på tre ställen. Enligt Petrus- och Paulusakterna skall både Petrus och Paulus ha varit närvarande vid denna händelse.
Kyrkan omnämns i en förteckning från påve Hadrianus I:s pontifikat (772–795); den omnämns emellertid inte i förteckningen från år 806 under hans efterträdare, Leo III (795–816). Detta föranleder Ferruccio Lombardi, att dra slutsatsen att kyrkan revs i slutet av 700-talet eller i början av 800-talet. Resterna av kyrkan inlemmades senare i kyrkan Santa Maria Nova, vilken ersatte Santa Maria Antiqua, som hade förstörts i samband med en jordbävning år 847. Under 1600-talet gavs Santa Maria Nova en barockdräkt och fick namnet Santa Francesca Romana. De bägge kiselstenarna med avtrycken av Petrus knän förvaras numera i högkoret i denna kyrka.
Enligt uppgift skall de sista resterna av den medeltida kyrkan Santi Pietro e Paolo in Via Sacra ha rivits under påve Paulus III (1534–1549).